# Pareusirogenes carinatus
Pareusirogenes carinatus is een vlokreeftensoort uit de familie van de Eusiridae. De wetenschappelijke naam van de soort is voor het eerst geldig gepubliceerd in 1955 door Birstein & M. Vinogradov.